# Thesium germainii
Thesium germainii är en sandelträdsväxtart som beskrevs av Robyns & Lawalree. Thesium germainii ingår i släktet spindelörter, och familjen sandelträdsväxter. Inga underarter finns listade i Catalogue of Life.